# Eulemur sanfordi
Il lemure di Sanford (Eulemur sanfordi Archbold, 1932) è un lemure endemico del Madagascar.

## Descrizione
Misurano circa 1 m di lunghezza, di cui più della metà spetta alla coda.

Ambo i sessi presentano la zona dorsale grigia e quella ventrale bianco-grigiastra: la coda, il petto, la testa, le spalle e a volte anche parte degli arti anteriori sono nerastri. I maschi possiedono una "barba" di pelo allungato biancastro che corre a collana dalle orecchie alla gola, assente nelle femmine. Gli occhi sono giallo-arancio.

## Biologia

### Comportamento
Si tratta di animali piuttosto sociali, che vivono in gruppi di 5-10 esemplari: tendono ad avere abitudini notturne, ma non è infrequente vederli anche di giorno.

### Alimentazione
Sono animali prevalentemente frugivori, che non disdegnano tuttavia integrare la dieta con foglie, nettare, fiori e funghi.

## Distribuzione e habitat
Il suo areale è circoscritto alla zona nord-orientale dell'isola, dove predilige le aree di foresta pluviale.

## Tassonomia
Fino a tempi recenti, la specie era classificata come sottospecie del lemure bruno Eulemur fulvus; recenti studi a livello genetico hanno invece dimostrato che (assieme ad altre 4 ex-sottospecie) si tratta a tutti gli effetti di una specie a sé stante.

## Conservazione
E. sanfordi rientra tra le specie inserite nella Appendice I della CITES (specie di cui è vietato il commercio).
 
La Lista rossa IUCN lo inserisce tra le specie considerate in pericolo di estinzione (EN).

La specie è protetta all'interno del Parco nazionale della Montagna d'Ambra e delle riserve speciali di Analamerana e dell'Ankarana.